# Мермийо, Гаспар
Гаспар Мермийо (фр. Gaspard Mermillod; 22 сентября 1824, Каруж, Швейцария — 23 февраля 1892, Рим, королевство Италия) — швейцарский кардинал. Титулярный архиепископ Хеврона и вспомогательный епископ с 22 сентября 1864 по 15 марта 1883. Апостольский администратор Женевы с 16 января 1872 по 16 января 1873. Апостольский викарий Женевы с 16 января 1873 по 15 марта 1883. Епископ Лозанны и Женевы с 15 марта 1883 по 11 марта 1891. Кардинал-священник с 23 июня 1890, с титулом церкви Санти-Нерео-эд-Акиллео с 26 июня 1890.